# William G. Moseley
Pour les articles homonymes, voir Moseley.
William G. Moseley, né en 1965, est un professeur américain de géographie, Directeur du Programme d'Alimentation, Agriculture et Société, au Macalester College de Saint Paul, dans le Minnesota, où il donne des cours sur l'Afrique, l'environnement et le développement. 
Il a travaillé pour le Corps de la Paix, le Fonds Save the Children (Royaume-Uni), l'Agence Américaine pour le Développement International et le Département de l'Environnement de la Banque Mondiale. Ses recherches et ses expériences professionnelles ont conduit à des séjours prolongés au Mali, au Burkina Faso, au Botswana, au Zimbabwe, au Malawi, au Niger, au Lesotho et en Afrique du Sud.
Il est l'auteur de plus de 100 articles et chapitres de livres évalués par des pairs. Il contribue régulièrement à Al Jazeera et a rédigé des articles d'opinion qui ont été publiés dans le New York Times, le Washington Post, le Christian Science Monitor, le Philadelphia Inquirer, le San Francisco Chronicle, le Minneapolis StarTribune et le Chronicle of Higher Education.
Il est l'auteur principal de plusieurs collections éditées, dont African Environment and Development : Rhetoric, Programs, Realities (Ashgate, 2004) ; The Introductory Reader in Human Geography : Contemporary Debates and Classic Writings (Blackwell, 2007), Hanging by a Thread : Cotton, Globalization and Poverty in Africa (Ohio University Press, 2008) ; An Introduction to Human-Environment Geography (Wiley-Blackwell, 2014) et quatre éditions de Taking Sides : Clashing Views on African Issues, 2004, 2006, 2008, 2011).
Fin 2020, il est membre du Groupe d'experts de haut niveau (HLPE) du Comité de la Sécurité Alimentaire Mondiale (CFS) des Nations unies.